# ويزلي إل. باكارد
ويزلي إل. باكارد هو سياسي أمريكي، ولد في 6 فبراير 1918، وتوفي في 25 سبتمبر 1972. نشط حزبياً في الحزب الجمهوري. وقد انتخب عضو جمعية ولاية ويسكونسن ‏.